# Pilea macbridei
Pilea macbridei är en nässelväxtart som beskrevs av Ellsworth Paine Killip. Pilea macbridei ingår i släktet pileor, och familjen nässelväxter. Inga underarter finns listade i Catalogue of Life.